# Bogata
Bogata (Marosbogát en hongrois) est une commune roumaine du județ de Mureș, dans la région historique de Transylvanie et dans la région de développement du Centre.

## Géographie
La commune de Bogata est située dans l'ouest du județ, dans un méandre du Mureș, sur le plateau de Târnava (Podișul Târnavelor), à 3 km de Luduș dont elle est le faubourg et à 30 km à l'ouest de Târgu Mureș, le chef-lieu du județ.
La municipalité est composée des deux villages suivants (population en 2002) :
- Bogata (1 609), siège de la municipalité ;
- Ranta (338).

## Histoire
La première mention écrite du village date de 1295.
La commune de Bogata a appartenu au royaume de Hongrie, puis à l'empire d'Autriche et à l'Empire austro-hongrois.
En 1876, lors de la réorganisation administrative de la Transylvanie, elle a été rattachée au comitat d'Alsó-Fehér.
La commune de Bogata a rejoint la Roumanie en 1920, au traité de Trianon, lors de la désagrégation de l'Autriche-Hongrie. Elle a été de nouveau occupée par la Hongrie de 1940 à 1944, période durant laquelle la petite communauté juive fut exterminée par les nazis. Elle est redevenue roumaine en 1945.

## Politique
Le conseil municipal de Bogata compte 11 sièges de conseillers municipaux. À l'issue des élections municipales de juin 2008, László Barta (UDMR) a été élu maire de la commune.
| Parti                                      | Nombre de conseillers |
| ------------------------------------------ | --------------------- |
| Union démocrate magyare de Roumanie (UDMR) | 4                     |
| Parti social-démocrate (PSD)               | 3                     |
| Parti national libéral (PNL)               | 1                     |
| Parti démocrate-libéral (PD-L)             | 1                     |
| Parti de la Grande Roumanie (PRM)          | 1                     |
| Candidat indépendant                       | 1                     |

## Religions
En 2002, la composition religieuse de la commune était la suivante :
- Chrétiens orthodoxes, 64,76 % :
- Réformés, 28,60 % ;
- Catholiques romains, 2,31 % ;
- catholiques grecs, 1,54 % ;
- Pentecôtistes, 1,02 %.

## Démographie
En 1900, la commune comptait 1 010 Roumains (42,05 %) et 1 390 Hongrois (57,87 %).
En 1930, on recensait 1 025 Roumains (42,87 %), 1 291 Hongrois (53,99 %), 18 Juifs (0,75 %) et 30 Tsiganes (1,25 %).
En 2002, 1 146 Roumains (58,85 %) côtoient 618 Hongrois (31,74 %) et 183 Tsiganes (9,39 %). On comptait à cette date 956 ménages et 737 logements.
| 1850  | 1880  | 1900  | 1910  | 1930  | 1956  | 1977  | 1992  | 2002  |
| ----- | ----- | ----- | ----- | ----- | ----- | ----- | ----- | ----- |
| 1 813 | 2 017 | 2 572 | 2 402 | 2 391 | 2 412 | 2 499 | 1 862 | 1 947 |

| 2007  | - | - | - | - | - | - | - | - |
| ----- | - | - | - | - | - | - | - | - |
| 2 022 | - | - | - | - | - | - | - | - |

## Économie
L'économie de la commune repose sur l'agriculture et l'élevage.

## Communications

### Routes
Bogata se trouve à 3 km de la route nationale DN15 (Route européenne 60) qui relie Târgu Mureș à Luduș, Turda et Cluj-Napoca.

### Voies ferrées
La commune est située sur la ligne de chemin de fer Târgu Mureș-Luduș-Războieni.

## Personnages
Iuliu Moldovan (1882-1966), médecin, membre de l'Académie roumaine est né à Bogata.